# 6º Reggimento genio pionieri
Il 6º Reggimento genio pionieri è un reparto dell'Esercito Italiano, dipendente dal Comando Genio, con sede a Roma, in prossimità del limite meridionale della Città Militare della Cecchignola, all'interno della Caserma Francesco Bazzani. 
Il 6º Reggimento Genio Pionieri ha una duplice discendenza. Esso, infatti, ha ereditato le tradizioni del 6º Reggimento Genio e della 54ª Compagnia Artieri, poi Battaglione Genio Pionieri della Divisione di fanteria “Granatieri di Sardegna”.

## Storia
Il 6º Reggimento Genio fu costituito in Bologna nel 1926 e, durante la seconda guerra mondiale, funzionò come Deposito. Infatti addestrò e mobilitò numerosi Reparti che dettero prova del loro valore sui vari fronti (in particolare merita menzione il XVII Battaglione Misto Genio della 17ª Divisione fanteria "Pavia" che combatté gloriosamente in Africa Settentrionale meritandosi la Medaglia di Bronzo al Valor Militare).
I Genieri della 54ª Compagnia Artieri operarono, invece, con la Divisione di fanteria “Granatieri di Sardegna” sacrificandosi in una estenuante lotta contro i guerriglieri in Slovenia e in Croazia.
Sia il 6º Genio che la 54ª Compagnia Artieri vennero sciolti in conseguenza degli avvenimenti determinati dall'armistizio del settembre 1943.

### Dopoguerra
Nel dopoguerra, nel quadro della ricostruzione della Divisione “Granatieri di Sardegna” (1947) fu assegnata a tale Grande Unità, l'8ª Compagnia Artieri (allora alle dipendenze del Comando Militare Lazio, Umbria e Abruzzo), che mutò nel 1950 la propria denominazione in “Compagnia Genio Artieri per Divisione Granatieri di Sardegna”.
Il 1º maggio 1952 la Compagnia Artieri, sempre inquadrata nella Divisione “Granatieri di Sardegna”, fu elevata al rango di Battaglione Pionieri divisionale e così operò fino alla successiva ristrutturazione della Forza Armata quando, il 1º gennaio 1976, fu sancita la trasformazione del reparto in Battaglione di supporto di Regione Militare e fu assegnata al Battaglione la denominazione di “6º Battaglione Genio Pionieri Trasimeno” che ereditò quindi Bandiera di guerra e tradizioni dal 6º Reggimento Genio.
Il 4 settembre 1993 il 6º Battaglione Genio Pionieri viene elevato al rango di Reggimento ed assume l'attuale denominazione di “6º Reggimento Genio Pionieri”.
Il 1º dicembre 1997 il 6º Reggimento Genio Pionieri, in seguito all'ultima ristrutturazione subita dalla Forza Armata, è passato alle dipendenze del Comando Brigata Genio delle Forze Operative Terrestri di Udine.
Il Reggimento inquadra il Battaglione “Trasimeno” e, dal 24 gennaio 2005, il Battaglione “Nemi”.
Il 6º Reggimento Genio Pionieri è stato il primo reparto del Genio ad essere alimentato con personale di truppa volontario ed è stato assegnato, quale reggimento, alla 8ª Force Engineer Brigade di supporto del Comando delle Forze di Reazione Rapida (ARRC); ha partecipato a tutte le operazioni di pace che l'Esercito Italiano ha condotto fuori dai confini nazionali dal 1995 ad oggi (Bosnia, Albania, Kosovo). Inoltre i genieri del 6º Reggimento hanno effettuato diversi interventi di emergenza in soccorso alla popolazione nazionale in caso di pubbliche calamità: terremoto in Friuli, Irpinia, Campania, Lazio, Umbria – Marche, alluvione in Piemonte e nelle province di Salerno, Caserta e Benevento.

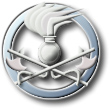
Fregio dell'Arma del genio dell'Esercito Italiano

## Dipendenza
Il 6º Reggimento genio pionieri fa parte del Comando genio, che a sua volta dipende gerarchicamente dal "Comando delle forze operative terrestri di supporto" o COMFOTER Supporto.

## Struttura
- Comando di Reggimento
- Battaglione "Trasimeno"
- Battaglione "Nemi"
- Compagnia comando e supporto logistico

Il reggimento è alimentato da volontari.

## Soccorso alla popolazione
- Febbraio 2012: aliquote di personale e mezzi del 6º Rgt. genio pionieri sono mobilitati per l'emergenza maltempo e sono intervenuti per ripristinare la viabilità con pale caricatrici di grande capacità nei comuni di Campagnano, Rocca Canterano, Sora, Mazzano Romano, Rieti, Riano, Vicovaro, Olevano, Cerveteri, Rocca Santo Stefano, Carpineto e Bellegra, in località Sobiaco/Campo dell'Osso e a Roma sulla via Cassia, sulla via Trionfale e sulla via Settevene Palo ed ha trasportato sale da Rosignano Solvay (LI) a Roma, Rieti e Frosinone.[1][2]

## Onorificenze
Nella sua storia il 6º Reggimento genio pionieri ha meritato le seguenti onorificenze alla bandiera:

## Armi e mezzi in dotazione

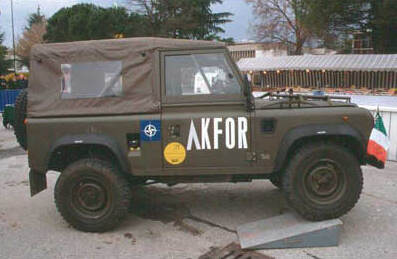
AR 90

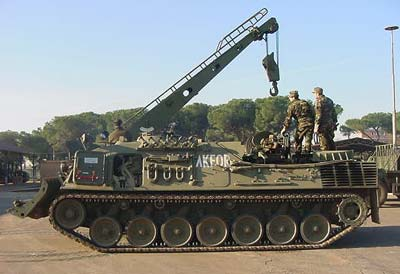
Carro pioniere "Pionierpanzer"

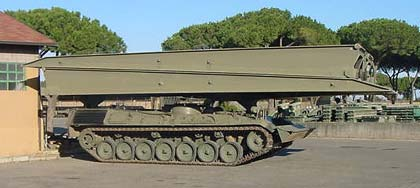
Carro gittaponte "Biber"

### Armamento
- Pistola automatica "BERETTA 92 FS" cal.9
- Fucile d'assalto cal. 5,56
- Arma di reparto "MINIMI" cal. 5,56
- Arma di reparto "MG 42/59" cal. 7,62 NATO
- Arma di reparto Browning cal. 12,7
- OD 82/SE
- Mortaio rigato da 120 mm

### Mezzi
- Land Rover AR 90
- Carro Pioniere "PIONIERPANZER"
- Carro Gittaponte "BIBER"
- FD/175 - Apripista cingolato
- FL/175 - Caricatore cingolato
- JCB/426 - Caricatore ruotato
- FE/20 - Escavatore cingolato
- JCB 1CX/3CX - Terna ruotata
- New Holland E245B - Escavatore cingolato
- New Holland W130B - Caricatore ruotato
- New Holland W190B - Caricatore ruotato
- New Holland D180 - Apripista cingolato
- Komatsu PC210 - Escavatore cingolato
- Komatsu WB97S - Terna ruotata
- Hamm HD 8 VV - Rullo compattatore
- Hamm HD 90 - Rullo compattatore
- Vogele S-1803 - Vibrofinitrice
- Wirtgen SP850 - Pavimentatrice
- Wirtgen TCM1800 - Rifinitrice